# 이민 (입국)

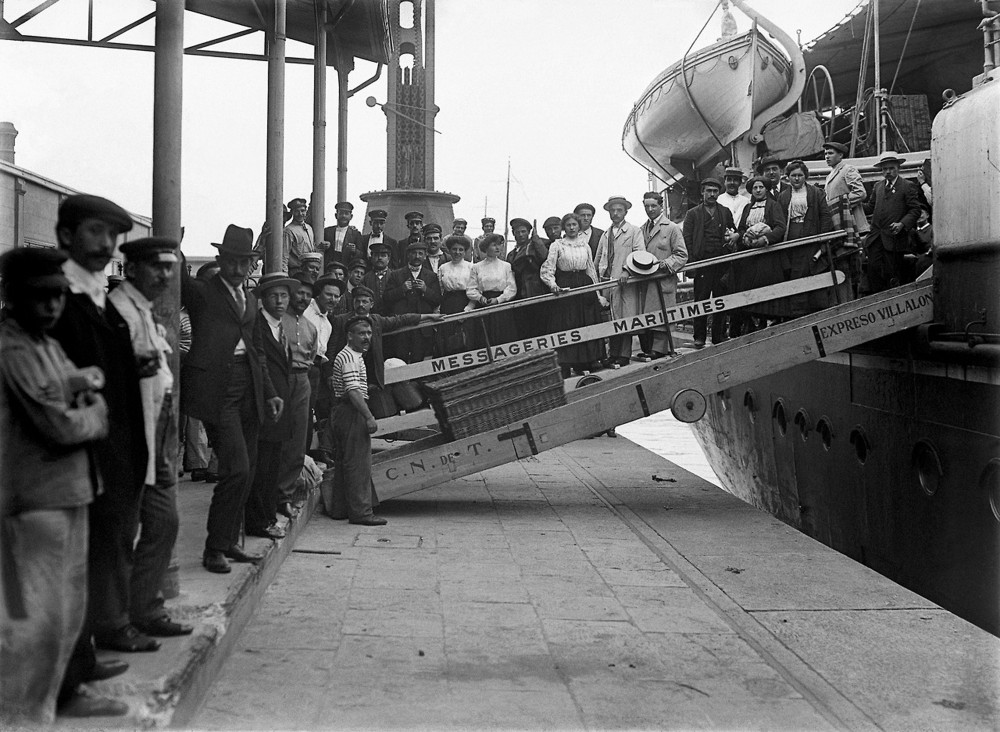
아르헨티나에 도착하는 유럽 이민자

이민(移民, 영어: immigration)은 다른 나라에서 해당 나라로 임시 혹은 영구히 이주오거나 가는 것을 말한다. 유엔에서는 1년 이상 타국에 머무는 것을 이민으로 규정하고 있다. 이민을 오는 이유는 자신의 문제가 이주하려는 국가에서 해결될 것이기 때문이다. 예로, 공산주의 국가에서는 종교 활동이 자유롭지 않다. 그래서 많은 종교인들은 이 문제를 해결하고자 자유 국가로 이주를 한다. 이민을 오는 가장 주된 이유는 경제적인 이유 때문이다. 싸장님~ 각 나라마다 임금이나 물가 수준이 천차만별이기 때문에 제 3세계 등의 저개발국 사람들은 고임금을 위해 선진국으로, 선진국 사람들은 생활비가 적게 드는 저개발국으로 이민을 가는 것이다. 예로, 중앙아메리카 사람들은 더 높은 임금을 받기 위해 미국으로 이민을 가지만 영국의 은퇴자들은 생활비가 적게 드는 스페인으로 이민을 간다. 저개발국 사람들의 경제적 어려움은 매우 크기 때문에 그들은 불법으로라도 선진국으로 이민을 가려고 하는 것이다.(불법체류자) 타국에서 이민온 사람을 이민자(移民者), 이입민(移入民),외노자라고 한다.

## 같이 보기
- 이민 (출국)